# Мясткув-Косьцельни
Мясткув-Косьцельни (пол. Miastków Kościelny) — село в Польщі, у гміні Мясткув-Косьцельни Ґарволінського повіту Мазовецького воєводства.
Населення — 709 осіб (2011).
У 1975-1998 роках село належало до Седлецького воєводства.

## Демографія
Демографічна структура станом на 31 березня 2011 року:
|          | Загалом | Допрацездатний вік | Працездатний вік | Постпрацездатний вік |
| -------- | ------- | ------------------ | ---------------- | -------------------- |
| Чоловіки | 351     | 87                 | 226              | 38                   |
| Жінки    | 358     | 70                 | 205              | 83                   |
| Разом    | 709     | 157                | 431              | 121                  |